# Aechmea fraudulosa
Aechmea fraudulosa är en gräsväxtart som beskrevs av Carl Christian Mez. Aechmea fraudulosa ingår i släktet Aechmea och familjen Bromeliaceae. Inga underarter finns listade i Catalogue of Life.